# Actio de peculio
Actio de peculio u rimskom pravu spada u skupinu tužbi protiv imaoca vlasti actiones adiecticiae qualitatis (adjekticijske tužbe:str. 693.).:str. 48. Nije tužba in solidum.:str. 717.
U slučaju da je pater familias sinu ili gospodar robu odobrio pekulij, time je imatelj vlasti postaje odgovoran za za sve obveze sina, odnosno za (naturalne) obveze roba u svezi s upravom pekulija, no do visine pekulija (dumtaxat de peculio). Imatelj vlasti pak odgovara cijelom svojom imovinom.:str. 52.
Kod ove tužbe dovoljno je postojanje pekulija (merx peculiaris). Gospodarova scientia minimalni je subjektivni zahtjev za tributornu tužbu. Tužbom de peculio mogao je biti tužen dominus sciens i dominus ignorans. Tužbom de peculio ne događa se gubitak privilegija (ius deductionis) namirenja vlastitih tražbina za gospodara, a što proizlazi iz specifičnog subjektivnog elementa (scientia domini).:str. 718. No i isto tako je važno da za namirenje tužbe de peculio služi cijeli pekulij u koji spada i roba. Stoga je actio de peculio sigurnije pravno sredstvo od kasnije actio tributoria. Drugi element koji daje na većoj sigurnosti jest načelo prioriteta odnosno prvi vjerovnik koji je tražio i ostvario namirenje svoje tražbine nije bio obvezan na refundiranje ostalim vjerovnicima koji bi se javili naknadno sa svojim zahtjevima. Isto vrijedi i ako je postigao osudu na platež.:str. 719.
Kod ove vrste dominus ima pravo prvenstva u namirenju svojih tražbina iz pekulija pred drugim vjerovnicima (privilegium deductionis) sukladno načelu prior tempore, potior iure koje se uobičajeno primjenjivalo kod pekulijarne odgovornosti. Manje povoljnija za vjerovnike od actio tributoria. U usporedbi s actio tributoria, tužitelju je korisnije podići actio de peculio onda kad je podčinjeni upotrijebio samo dio robe iz pekulija za trgovinsku djelatnost, inače bi samo taj dio kod actio tributoriae bio predmetom raspodjele.:str. 692. Ima situacija kad je tužitelju probitačnije tužiti s actio de peculio umjesto s actio tributoria.:str. 697.
Tumačenja se razilaze je li tko trgovao s ili bez znanja gospodara dominusa i je li s time bio upoznat glavni rob servus ordinarius, odnosno je li podrob servis vicarius trgovao s ili bez znanja gospodara i glavnog roba. Bitan je u tom slučaju nedostatak njegove scientia.:str. 720.
Scientia kod gospodara je važan element. Bitno je da dominus mora zabraniti ono što je trebao zabraniti ako je bio upoznat s djelatnošću podčinjenoga. Tributorna tužba može zahvatiti imatelja vlasti. Javni protest ili contra dicere bio je način da joj umakne. Tributorna tužba ograničava principala koji putem actio de peculio može svoju tražbinu naplatiti u cijelosti, zato što od trenutka kada je saznao da njegov podčinjeni trguje s pekulijarnom imovinom, obvezan sudjelovati s ostalim vjerovnicima u tribuciji.:str. 703.
Platež dugova se obavlja redom kako se javljaju vjerovnici. Imatelj vlast je u ovoj tužbi povlaštena položaja u ugovorima svog podčinjenog i na tribuciju se poziva jednako kao i drugi vjerovnici.:str. 712. Vjerovnici se namiruju sve dok se vrijednost pekulija ne iscrpi. Kod ustanovljivanja visine pekulija prije svega je trebalo obračunati (naturalna) potraživanja i dugovi imatelja vlasti prema sinu, tj. robu s obzirom na pekulij.:str. 52.
U trgovinskom i pravnom životu kasne Rimske Republike pojavili su se specifični zahtjevi koje 'actio de peculio nije mogla ispuniti pa je uvedena actio tributoria.:str. 693. Kod obiju postoji procesna istovjetnost:str. 713. i u početku su se skupa razvijale a poslije su ju zbog zajedničkog "trgovinskog" karaktera asimilirale actiones exercitoria i institoria:str. 710.